# Sopiko Tschiaureli
Sopiko Tschiaureli (georgisch სოფიკო ჭიაურელი; * 21. Mai 1937 in Tiflis; † 2. März 2008 ebenda) war eine georgische Schauspielerin.

## Leben
Sopiko Tschiaureli war die Tochter des Regisseurs Micheil Tschiaureli und der Schauspielerin Weriko Andschaparidse und studierte von 1955 bis 1960 an der Moskauer Filmhochschule WGIK. Danach fand sie Anstellungen am Moskauer Jermoljew-Theater und dann am Mardschanischwili-Theater in Tiflis. Ihr Filmdebüt hatte sie bereits 1957 während ihres Studiums mit der Hauptrolle in Rewas Tschcheidses Film Immer wenn es Tag wird (russisch Nasch dwor). Sie entwickelte sich zu einer der meistbeschäftigten Schauspielerinnen der Georgischen SSR. Auf dem Allunionsfilmfestival in Kiew wurde sie 1966 für ihre Rolle in Schotar Managadses Das Gesetz der Väter (Tschewsurskaja ballada) als beste Schauspielerin ausgezeichnet, ebenso 1972 für Die Wärme deiner Hände (Teplo twoich ruk) desselben Regisseurs.
Seit den 1960er Jahren arbeitete sie regelmäßig mit dem Regisseur Sergei Paradschanow zusammen. 1976 spielte sie in Tengis Abuladses Baum der Wünsche (Drewo schelanija). Ihre Darstellung der Sopiko in Einige Interviews zu persönlichen Fragen (Neskolko interwju po litschnym woprossam) von Lana Gogoberidse brachte ihr 1979 den Staatspreis der UdSSR ein. 1980 spielte sie in der sowjetisch-indischen Koproduktion Ali Baba und die 40 Räuber Ali Babas Mutter.

## Filmografie
- 1969: Die Farbe des Granatapfels (Цвет граната)
- 1973: Die Melodien des Weriski-Viertels (Veris ubnis melodiebi)
- 1978: Einige Interviews zu persönlichen Fragen (Neskolko interwju po litschnym woprossam)
- 1982: Die Ohrfeige (Poshchyochina)
- 1988: Kerib, der Spielmann (Ashugi Quaribi) oder (Ashik-Kerib)

## Auszeichnungen
1965 wurde sie auf dem Internationalen Filmfestival von Locarno als beste Schauspielerin ausgezeichnet. 1976 wurde sie als „Volkskünstlerin Georgiens“ geehrt, 1979 als „Volkskünstlerin Armeniens“. 1966, 1972 und 1974 erhielt sie auf dem Allunionsfilmfestival den Preis als beste Schauspielerin. 1980 wurde sie mit dem Staatspreis der UdSSR ausgezeichnet.